# Kristin Lidström
För musikalartisten med samma namn, se Kristin Lidström (musikalartist)
Kristin Margit Hillevi Lidström, född 6 maj 1984 i Tibro, är en svensk grafisk formgivare och illustratör.
Kristin Lidström växte upp i Tibro. Hon utbildade sig på Högskolan i Gävle på serie- och bildberättarprogrammet 2003-05 och i konstvetenskap 2004-05. 2008–2010, i formgivning på Högskolan för design och konsthantverk i Göteborg 2005-08 och 2008-10 samt i grafisk formgivning på School of Visual Arts i New York i USA 2007.
Hennes och Helena Öbergs Din tur, Adrian nominerades till Augustpriset 2015.